# Ștefăneștii Noi, Argeș
Ștefăneștii Noi (în trecut, Florica și Partizanii) este un sat ce aparține orașului Ștefănești din județul Argeș, Muntenia, România.